# Canton de Tours-2
Le canton de Tours-2 est une circonscription électorale française du département d'Indre-et-Loire créée par le décret du 18 février 2014 et entrée en vigueur lors des premières élections départementales suivant la publication du décret.

## Histoire
Un nouveau découpage territorial du département d'Indre-et-Loire entre en vigueur à l'occasion des élections départementales de 2015. Il est défini par le décret du 18 février 2014, en application des lois du 17 mai 2013 (loi organique 2013-402 et loi 2013-403). Les conseillers départementaux sont, à compter de ces élections, élus au scrutin majoritaire binominal mixte. Les électeurs de chaque canton élisent au Conseil départemental, nouvelle appellation du Conseil général, deux membres de sexe différent, qui se présentent en binôme de candidats. Les conseillers départementaux sont élus pour 6 ans au scrutin binominal majoritaire à deux tours, l'accès au second tour nécessitant 12,5 % des inscrits au 1er tour. En outre la totalité des conseillers départementaux est renouvelée. Ce nouveau mode de scrutin nécessite un redécoupage des cantons dont le nombre est divisé par deux avec arrondi à l'unité impaire supérieure si ce nombre n'est pas entier impair, assorti de conditions de seuils minimaux. En Indre-et-Loire, le nombre de cantons passe ainsi de 37 à 19.
Le canton de Tours-2 est formé d'une fraction de la commune de Tours. Il est entièrement inclus dans l'arrondissement de Tours. Le bureau centralisateur est situé à Tours.

## Représentation
| Période élective | Période élective | Mandat | Mandat   | Identité             | Nuance | Nuance | Qualité                                                   |
| ---------------- | ---------------- | ------ | -------- | -------------------- | ------ | ------ | --------------------------------------------------------- |
| 2015             | 2021             | 2015   | 2021     | M. Dominique Lemoine |        | DVG    | Ingénieur physicien, membre du Front démocrate            |
| 2015             | 2021             | 2015   | 2021     | Florence Zulian      |        | PS     | Professeure de chant                                      |
| 2021             | 2028             | 2021   | en cours | François Lafourcade  |        | EELV   | Enseignant retraité, ancien conseiller municipal de Tours |
| 2021             | 2028             | 2021   | en cours | Ursula Vogt          |        | ECO    | Directrice d'association, membre de GÉ                    |

### Résultats détaillés

#### Élections de mars 2015
À l'issue du 1er tour des élections départementales de 2015, deux binômes sont en ballottage : Louis Aluchon et Marion Nicolay Cabanne (Union de la Droite, 29,14 %) et Dominique Lemoine et Florence Zulian (PS, 24,56 %). Le taux de participation est de 45,12 % (8 841 votants sur 19 595 inscrits) contre 50,88 % au niveau départemental et 50,17 % au niveau national.
Au second tour, Dominique Lemoine et Florence Zulian (PS) sont élus avec 50,73 % des suffrages exprimés et un taux de participation de 43,08 % (3 931 voix pour 8 442 votants et 19 595 inscrits).

#### Élections de juin 2021
Le premier tour des élections départementales de 2021 est marqué par un très faible taux de participation (33,26 % au niveau national). Dans le canton de Tours-2, ce taux de participation est de 30,96 % (6 070 votants sur 19 605 inscrits) contre 30,88 % au niveau départemental. À l'issue de ce premier tour, deux binômes sont en ballottage : François Lafourcade et Ursula Vogt (binôme écologiste, 31,38 %) et Chloé Bouley et Julien Héreau (Union au centre et à droite, 23,94 %).
Le second tour des élections est marqué une nouvelle fois par une abstention massive équivalente au premier tour. Les taux de participation sont de 34,36 % au niveau national, 31,33 % dans le département et 30,18 % dans le canton de Tours-2. François Lafourcade et Ursula Vogt (binôme écologiste) sont élus avec 58,69 % des suffrages exprimés (3 251 voix pour 5 920 votants et 19 613 inscrits),,.

## Composition
| Nom                           | Code Insee | Intercommunalité             | Superficie (km2) | Population (dernière pop. légale)                 | Densité (hab./km2) | Modifier                                    |
| ----------------------------- | ---------- | ---------------------------- | ---------------- | ------------------------------------------------- | ------------------ | ------------------------------------------- |
| Tours (bureau centralisateur) | 37261      | Tours Métropole Val de Loire | 34,67            | Fraction : 31 401 (2022) Commune : 138 668 (2022) | 4 000              | modifier les données · modifier les données |
| Canton de Tours-2             | 3716       |                              |                  | 31 401 (2022)                                     |                    | modifier les données                        |

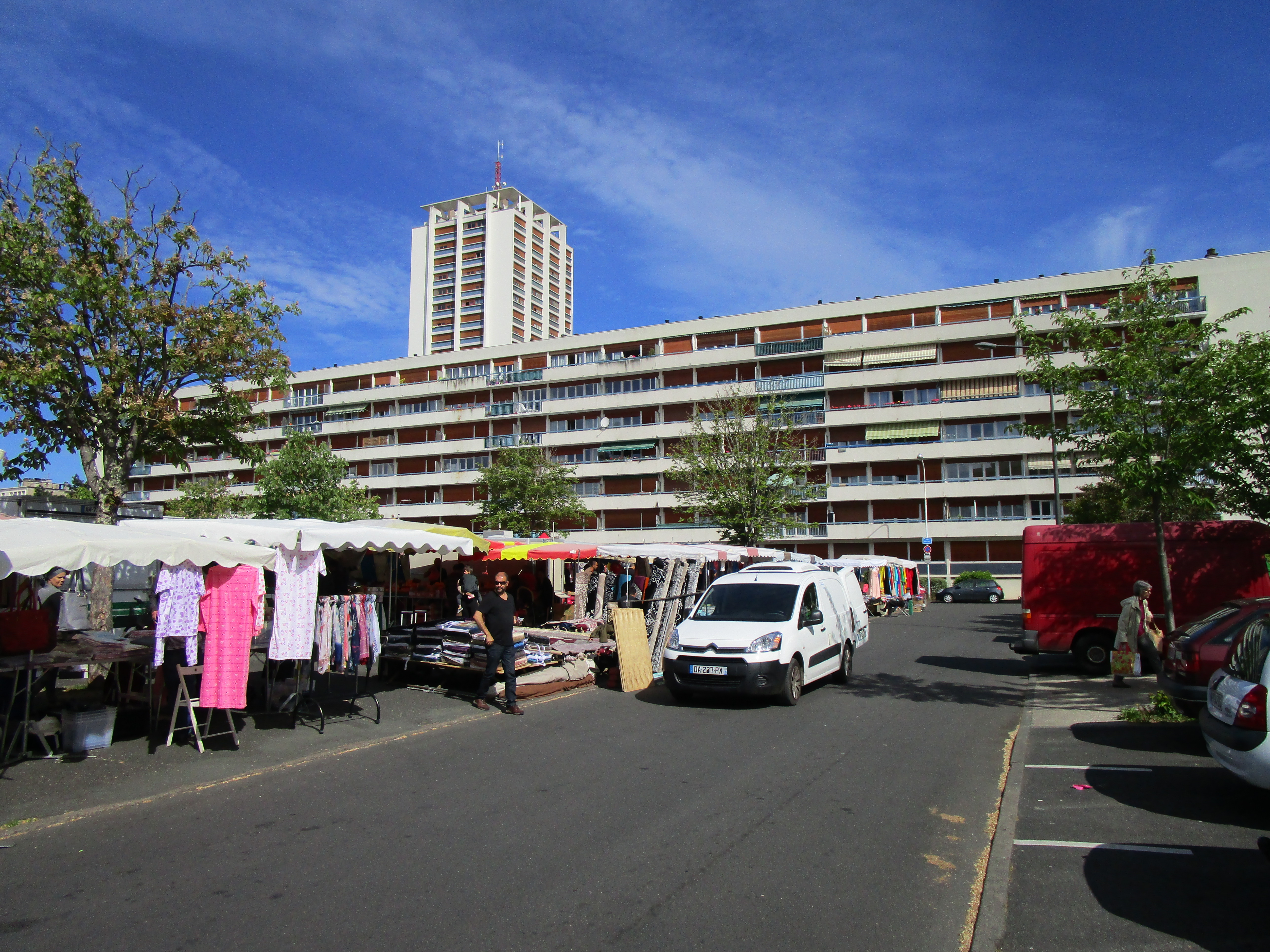
Le quartier populaire du Sanitas est situé au cœur du canton.

Le canton de Tours-2 comprend la partie de la commune de Tours située à l'est de l'axe des voies et limites suivantes : depuis la limite territoriale de la commune de Saint-Pierre-des-Corps, pont Mirabeau, allée de la Loire, quai Paul-Bert, pont Wilson, rue Nationale, place Jean-Jaurès, boulevard Béranger, rue de Sébastopol, rue d'Entraigues, rue George-Sand, rue Roger-Salengro, avenue de Grammont, rue Parmentier, rue Blaise-Pascal, boulevard De-Lattre-de-Tassigny, avenue du Général-de-Gaulle, avenue de Grammont, boulevard Richard-Wagner, jusqu'à la limite territoriale de la commune de Saint-Pierre-des-Corps.

## Démographie
En 2022, le canton comptait 31 401 habitants, en évolution de −7,09 % par rapport à 2016 (Indre-et-Loire : +1,67 %, France hors Mayotte : +2,11 %).
| 2013   | 2018   | 2022   |
| ------ | ------ | ------ |
| 33 672 | 32 756 | 31 401 |